# Aileen Quinn
Aileen Marie Quinn (Yardley, Pennsylvania, 1971. június 28. –) amerikai színésznő. 1982-ben az Annie című film címszerepét játszotta. Számos Broadway musical-ben is szerepelt. Az anyja révén jutott be a színészi világba, lévén az anyja egy színházban dolgozott. Első filmjében Burt Reynolds-szal játszott együtt. Annie szerepére 8000 lány közül választották ki. 1983-ban Golden Globe-díjra jelölték a legjobb színésznő kategóriájában.

## Élete

### Magánélete
Van egy öccse, aki 1975-ben született.

## Filmjei
- Óz, a nagy varázsló (1982) (hang)
- Lights, Camera, Annie! (1982) (TV)
- Annie (1982)
- The Charmkins (1983) (hang)
- A békaherceg (1986)
- 30 (2006)
- How to Seduce Difficult Women (2007)
- Multiple Sarcasms (2008)

## Zene
A filmezés mellett Quinn énekel is, 1982-ben adta ki a Bobby's Girls című lemezt.